# Cyril Hare
Pour les articles homonymes, voir Hare.
Alfred Gordon Clark, né le 4 septembre 1900 à Mickleham, dans le Surrey, et mort le 25 août 1958 à Box Hill dans le Surrey, est un juge mieux connu sous le pseudonyme de Cyril Hare, un écrivain britannique, auteur de roman policier.

## Biographie
Gordon Clark fait ses études à la Rugby School, puis entre à la faculté d'Histoire du New College de l'Université d'Oxford. Il étudie ensuite le Droit et devient membre du barreau du Middle Temple en 1924. Il entreprend une carrière dans le milieu juridiciaire et pénal. Au début de la Seconde Guerre mondiale, il est nommé juge, mais sert brièvement au Ministry of Economic Warfare et travaille dans le bureau du Director of Public Prosecutions entre 1942 et 1945, avant de reprendre son poste de juge, une fonction qu'il exerce dans le Surrey pendant les années 1950.
En littérature, il adopte le pseudonyme de Cyril Hare pour signer plusieurs romans policiers où transparaît son expérience de la magistrature et des procédures judiciaires, notamment dans Tragedy at Law (1942), roman où se retrouvent ses deux héros récurrents, l'avocat malchanceux et gaffeur Francis Pettigrew et l'inspecteur Mallett, un détective consciencieux de Scotland Yard.
Meurtre à l'anglaise (An English Murder, 1951), le seul de ses romans policiers où ne sont pas présents ses héros récurrents est un whodunit dans la tradition d'Agatha Christie, dont l'intrigue se déroule pendant la période de Noël dans une riche demeure anglaise.
Cyril Hare, qui a également écrit des nouvelles policières, une pièce de théâtre et un ouvrage de littérature d'enfance et de jeunesse, est invité à devenir membre du Detection Club en 1946.
Souffrant de la tuberculose peu après la fin de la guerre, il ne recouvre jamais totalement la santé et meurt prématurément en août 1958.

## Œuvre

### Romans

#### SérieInspecteur Mallett
- Tenant for Death (1937) Publié en français sous le titre Le Locataire de la mort, adapté en français par Jean Privat, Paris, Éditions des loisirs, coll. Loisirs-Police, 1941 ; réédition dans une traduction complète de Melchior d'Albène, Paris, Éditions des loisirs, coll. Le Yard no 12, 1949
- Death is No Sportsman (1938)
- Suicide Excepted (1939)
- Tragedy at Law (1942), le personnage de Francis Pettigrew fait une apparition dans ce roman
- He Should Have Died Hereafter (1958), aussi titré Untimely Death - le personnage de Francis Pettigrew fait une apparition dans ce roman

#### SérieFrancis Pettigrew
- With a Bare Bodkin (1946), le personnage de l'inspecteur Mallett fait une apparition dans ce roman
- When the Wind Blows (1949), aussi titré The Wind Blows Death Publié en français sous le titre Le Clarinettiste manquant, traduit par Mathilde Martin, Paris, Payot & Rivages, coll. Rivages/Noir no 686, 2008  (ISBN 978-2-7436-1803-2)
- That Yew Tree's Shade (1954), aussi titré Death Walks the Woods

#### Autres romans
- An English Murder (1951), aussi titré The Christmas Murder Publié en français sous le titre Meurtre à l'anglaise, traduit par Mathilde Martin, Paris, Payot & Rivages, coll. Rivages/Noir no 544, 2004  (ISBN 2-7436-1353-X) ; réédition dans la même collection en 2023  (ISBN 978-2-7436-6120-5)

### Recueil de nouvelles
- Best Detective Stories of Cyril Hare (1959), aussi titré Death Among Friends - publication posthume

### Nouvelles posthumes
- The Boldest Course (1960)
- The Homing Wasp (1961)
- Blenkinshop's Biggest Boner (1961)
- I Never Forget a Face (1966)

### Ouvrage de littérature d'enfance et de jeunesse
- The Magic Bottle (1946)

### Théâtre
- The House of Warbeck (1955)

## Filmographie

### À la télévision
- 1955 : A Present from Bessie, épisode de la série télévisée Lilli Palmer Theatre, adaptation de la nouvelle Sister Bessie.
- 1970 : Die Kriminalnovelle, mini-série allemande.
- 1975 : Chisto angliyskoe ubiystvo, téléfilm russe réalisé par Samson Samsonov, d'après le roman Meurtre à l'anglaise (An English Murder).

## Sources
- (en) John M. Reilly (Ed.), Twentieth-century crime and mystery writers, New York, St. Martin's Press, coll. « Twentieth-century writers of the English language », 1982 (réimpr. 1991), 2e éd., 1568 p. (ISBN 978-0-312-82417-4, OCLC 6688156), p. 422-423.